# Rewind (альбом Rascal Flatts)
| Оценки критиков | Оценки критиков |
| Источник        | Оценка          |
| --------------- | --------------- |
| AllMusic        | [ 1 ]           |
| Country Weekly  | B+              |
| USA Today       | [ 3 ]           |

«Rewind» — девятый альбом американской кантри-группы Rascal Flatts, выпущенный 13 мая 2014 года на лейбле Big Machine Records. Продюсерами диска стали сами Rascal Flatts, а также Говард Бенсон и Данн Хафф. Делюксовое издание, доступное через Target, содержало дополнительные 4 бонусных трека.

## История
Альбом вышел 13 мая 2014 года на лейбле Big Machine Records. В первую же неделю релиза диск занял пятое место в хит-параде США Billboard 200 и № 1 в кантри-чарте Top Country Albums с тиражом в 61 000 копий в США. По состоянию на июнь 2014 года суммарный тираж альбома составил 130 000 копий в США.
Альбом получил в целом положительные или умеренные отзывы музыкальных критиков и интернет-изданий, например от таких как AllMusic (Стефен Томас Эрлуйан поставил им четыре звезды из пяти, отметив, что трудно не поддаться гладкому прикосновению музыке группы Rascal Flatts), Country Weekly (Боб Паксман выдал градацию B+, написав, что это отлично звучащий альбом, который снова ставит группу Rascal Flatts в авангард кантри), USA Today (Брайан Мэнсфилд оценил альбом в две с половиной звезды из пяти, заметив, что трио переделало свой стиль, но со смешанными результатами… хотя их баллады по прежнему остаются в силе).

## Список композиций
| №                   | Название                       | Автор(ы)                                                     | Продюсеры                | Длительность |
| ------------------- | ------------------------------ | ------------------------------------------------------------ | ------------------------ | ------------ |
| 1.                  | «Payback»                      | Aaron Eshuis, Neil Mason, Ryan Hurd                          | Howard Benson            | 2:59         |
| 2.                  | «Rewind»                       | Chris DeStefano, Ashley Gorley, Eric Paslay                  | Rascal Flatts            | 3:24         |
| 3.                  | «I Have Never Been to Memphis» | Eric Holljes, Ian Holljes, Marcus Hummon                     | Benson                   | 4:08         |
| 4.                  | «DJ Tonight»                   | Meghan Trainor, Jesse Frasure, Shay Mooney                   | Rascal Flatts            | 3:47         |
| 5.                  | «Powerful Stuff»               | Gregg Wattenberg, Derek A. E. Fuhrmann, Brett James          | Benson                   | 3:15         |
| 6.                  | «Riot»                         | Jaron Boyer, Sara Haze                                       | Rascal Flatts            | 3:50         |
| 7.                  | «Night of Our Lives»           | Ben Hayslip, Jimmy Yeary                                     | Benson                   | 3:28         |
| 8.                  | «I Like the Sound of That»     | Trainor, Frasure, Mooney                                     | Rascal Flatts            | 3:29         |
| 9.                  | «Aftermath»                    | Ben Caver, Megan Conner, Brian White                         | Benson                   | 3:39         |
| 10.                 | «I'm on Fire»                  | Sean McConnell, Tobias Lundgren, Johan Fransson, Tim Larsson | Rascal Flatts            | 3:56         |
| 11.                 | «Life's a Song»                | Jeffrey Steele, Brandon Hood, James T. Slater                | Dann Huff, Rascal Flatts | 4:08         |
| 12.                 | «Honeysuckle Lazy»             | Neil Thrasher, Michael Dulaney, Shane Minor                  | Rascal Flatts            | 4:02         |
| 13.                 | «The Mechanic»                 | Jaren Johnston, Tony Lane                                    | Rascal Flatts            | 3:32         |
| Общая длительность: | Общая длительность:            | Общая длительность:                                          | Общая длительность:      | 47:40        |

| №                   | Название                      | Автор(ы)                           | Producer(s)         | Длительность |
| ------------------- | ----------------------------- | ---------------------------------- | ------------------- | ------------ |
| 14.                 | «Compass»                     | Diane Warren                       | Rascal Flatts       | 4:23         |
| 15.                 | «Wildfire»                    | John Mayer                         | Huff, Rascal Flatts | 3:44         |
| 16.                 | «She Must Like Broken Hearts» | busbee, Rascal Flatts              | Rascal Flatts       | 3:00         |
| 17.                 | «Bring the Family»            | Regie Hamm, Tim Akers, Chase Akers | Benson              | 3:07         |
| Общая длительность: | Общая длительность:           | Общая длительность:                | Общая длительность: | 61:54        |

## Участники записи

### Rascal Flatts
- Джей ДеМаркус — бэк-вокал, бас-гитара
- Гэри ЛеВокс — основной вокал
- Джо Дон Руни — бэк-вокал, электрогитара

## Чарты
| Чарт (2014)                        | Высшая позиция |
| ---------------------------------- | -------------- |
| Австралия (ARIA)                   | 17             |
| Канада (Canadian Albums Chart)     | 7              |
| UK Country Albums (OCC)            | 2              |
| США (Billboard 200)                | 5              |
| США (Billboard Top Country Albums) | 1              |